# Bill Ivans

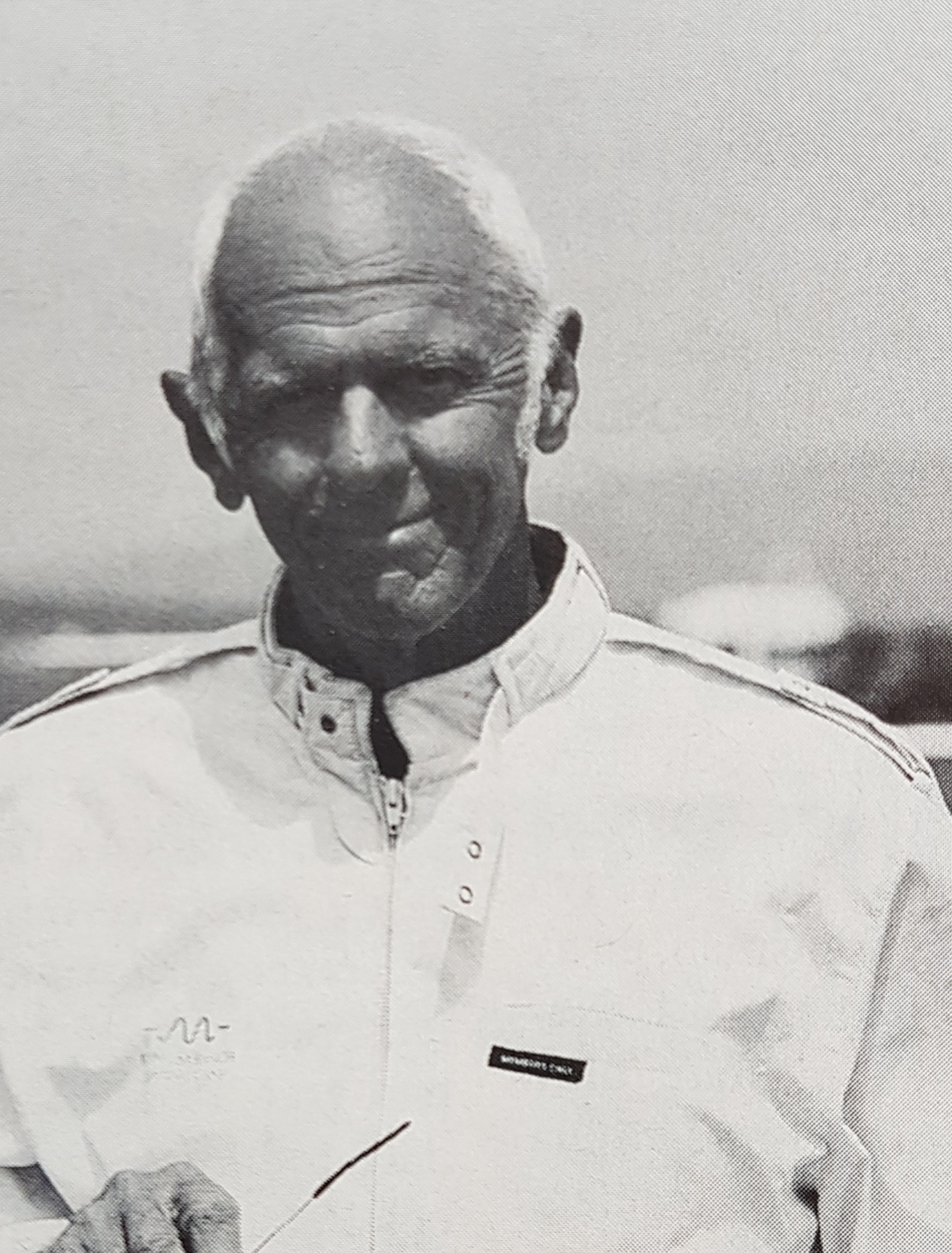
Bill Ivans

William S. (Bill) Ivans född 1920 död 13 juli 1999, var en amerikansk segelflygare.
Ivans har innehaft världsrekordet i hastighet på 1 000 km flygningar samt världsrekordet i absolut höjdflygning. Han var medlem i det amerikanska VM-laget vid världsmästerskapen i segelflyg 1956. Under en period var han ordförande i organisationen IGC. 
Han och Donald Engen avled när Ivans Nimbus 4D bröts sönder på 1 500 meters höjd över Nevada.